# Altstadt Südost
Altstadt Südost oder Grünes Viertel ist ein Unterbezirk im Bezirk Mitte in Ingolstadt.

## Lage
Im Süden verläuft die Donau als Grenze des Bezirkes. Der Nordbahnhof befindet sich östlich. Dort gehören Teile des Glacis zum Altstadtbezirk. Im Norden und Westen bilden die Ludwig- bzw. Donaustraße die Grenzen.

## Bauwerke
Auswahl:
- Neues Rathaus
- Altes Rathaus
- Pfeifturm
- Stadttheater Ingolstadt
- Hochschule Ingolstadt